# ステファノポゴン
ステファノポゴン (Stephanopogon) は、海の堆積物中に棲むやや変わった単細胞の原生生物である。外見的には繊毛虫に類似しており、かつてはそこに分類されていた。しかしその後はペルコロゾア門（phylum Percolozoa）に含める意見が提唱され、細胞形態、分子系統の両側面からそれを支持する報告がなされている。
学名の語源は、stephan-o- = 冠、pogon = 髭。

## 細胞形態
細胞の大きさは長軸方向に 20–100 μm、形状は扁平で細胞の各所から鞭毛を生じる。特に細胞の腹側では 6–14 の列をなして多数の鞭毛を生じる。一方背側には鞭毛は少なく、前端部付近から生じるのみである。鞭毛の表面は滑らかで、鱗片や小毛などの修飾構造は無い。細胞前端部に細胞口を持ち、周囲は突起 (barb) で支持される。細胞は多核で 2–16 個の細胞核（個数は種によって異なる）を持つが、繊毛虫のような大核と小核の分化は見られない。ミトコンドリアを持ち、クリステは団扇型である。ゴルジ体はない。
ステファノポゴンは腹側の鞭毛を脚のように用いて基物の表面を移動する。従属栄養生物であり、バクテリアや珪藻、その他の小さな生物を捕食する。葉緑体や共生藻を持つものは知られていない。

## 生活環
ステファノポゴンは運動能力のある鞭毛虫態と、不動のシスト態を繰り返す生活環を持つ。シスト化は無性的に行われる。有性生殖は知られていない。
2つの細胞核を持つ S. colpoda の場合、十分に成長した細胞の核は有糸分裂を繰り返して数を増やす。核分裂は同期しない。核が 12–16 個程度まで増殖すると細胞はシスト化し、細胞質分裂によりシスト内の細胞質が区切られる。区画数は細胞核の数に等しく、全ての区画が1個の細胞核を含むように仕切られる。その後それぞれの核は分裂して2個となり、再び鞭毛虫態の細胞が形成されて脱シストする。

## 分類
細胞の形態や遊泳法、また細胞核が多核であることから、かつてステファノポゴンは Stylonychia や Euplotes のような下毛類の繊毛虫であると考えられた。一方で、前述のように細胞核の機能分化が見られないことから、ごく原始的な繊毛虫もしくは繊毛虫と他の原生生物との中間にあたる進化的位置を占めるのではないかと考えられたこともあった。しかし1982年、Corliss と Lipscomb によって、ステファノポゴンと繊毛虫には関連性が無いことが示された。これは繊毛（鞭毛）基部や、細胞膜を裏打ちするペリクル (pellicle) の構造の違いに基づくものである。
ステファノポゴンはミトコンドリアクリステ形状やゴルジ体を欠くことから、盤状クリステ類との近縁性が示唆されてもいた。しかしその後もステファノポゴンの位置付けは定まらず、クロムアルベオラータやリザリアなど高次の分類を跨ってその系統的位置が議論されてきた。あるいは位置を定めず、「位置未定」（incertae sedis）の原生生物として扱われる場合も多かった。
2008年にようやく分子系統解析が行われ、ヘテロロボサのペルコロモナス Percolomonas に近い生物であることが示された。この結果はミトコンドリアや小胞体、鞭毛装置といった細胞小器官の特徴からも支持されている。
ステファノポゴン属としては2008年までに6種が記載されている。属内の分類形質となるのは細胞の大きさ、細胞口周囲の突起の形状、腹側の鞭毛列の数などである。ステファノポゴンの仲間は世界中の海洋に普通に分布するが、特に優占あるいは大発生する例は知られていない。
- ステファノポゴン属 Stephanopogon Entz, 1884
  - Stephanopogon apogon Borror, 1965 - 本属の中で最も初期に分岐したとされる種。口の周りに突起が無く、鞭毛列も 6–7 本と少ない。
  - Stephanopogon colpoda G. Entz, 1884 - タイプ種。細胞核は2つ。突起は3ヶ所、鞭毛列は 12–14 列と最も多い。
  - Stephanopogon mesnili Lwoff, 1923 - 細胞口周囲の突起が唯一4ヶ所（多種は3ヶ所以下）である。鞭毛列は常に12。
  - Stephanopogon minuta Lei, Xu and Song, 1999 - 細胞が 20–35 μm 程度と小型である。同じく小型の S. mobilensis に近縁であると考えられている。
  - Stephanopogon mobilensis Jones and Owen, 1974 - 最小のステファノポゴンで、細胞長は 19–25 μm。鞭毛列は常に8。
  - Stephanopogon paramesnili Lei, Xu and Song, 1999 - 属内で最大の種。60–110μm。